# Scaevola socotraensis
Scaevola socotraensis är en tvåhjärtbladig växtart som beskrevs av St. John. Scaevola socotraensis ingår i släktet Scaevola och familjen Goodeniaceae. Inga underarter finns listade i Catalogue of Life.